# Géza Lakatos
Géza Lakatos de Csíkszentsimon (en húngaro: csíkszentsimoni Lakatos Géza; en alemán: Geza Ritter Lakatos, Edler von Csikszentsimon) (Budapest, 30 de abril de 1890-Adelaida, 24 de mayo de 1967), general húngaro noble (tenía el título de caballero) durante la Segunda Guerra Mundial, breve primer ministro con el regente Miklós Horthy de agosto a octubre de 1944.

## Biografía

### En el frente oriental
Lakatos se hallaba al frente de las fuerzas húngaras que combatían en el frente oriental. El 23 de octubre de 1943, publicó una orden que estipulaba que no se debían arrasar pueblos como represalia y que debía tratarse a los partisanos como prisioneros de guerra, para disgusto de las autoridades militares alemanas. Las represalias, que no debían extenderse a la población civil, debían quedar en manos del Sicherheitsdienst alemán.
El 12 de marzo de 1944, cuando ya se había fijado la fecha para la ocupación alemana de Hungría, acudió a ver a Hitler para solicitar una vez más el traslado de las nueve divisiones húngaras del frente a los Cárpatos, como ya habían pedido las autoridades civiles y militares magiares anteriormente. Hitler rechazó la petición una vez más.

### Primer ministro
El 29 de agosto de 1944, tras el cambio de bando de Rumanía del día 23, relevó oficialmente al primer ministro proalemán Sztójay —destituido realmente cinco días antes— al frente del Gobierno. Su nombramiento dio comienzo a un amplio relevo en la Administración en la que se purgó a los más destacados elementos filogermanos nombrados tras la ocupación de marzo y se los sustituyó por militares y políticos conservadores.
El gobierno militar encabezado por Lakatos detuvo las deportaciones de judíos mediante un acuerdo con los alemanes el 30 de agosto y saboteó su traslado forzoso a campos de internamiento en las provincias desde la capital, operación que había pactado, sin embargo, con los alemanes. El ministro del Interior Béla Horváth ordenaba a la policía utilizar la fuerza si era necesario para detener las expulsiones. El 15 de octubre de 1944 Horthy trató de deshacerse completamente de la tutela alemana, pero fracasó. Los alemanes secuestraron a su hijo y Horthy se rindió. El partido fascista, con respaldo alemán, dio un golpe de Estado y obtuvo el control del gobierno, forzando la destitución de Lakatos.
Tras la guerra, Lakatos vivió en Hungría, pero murió en Australia mientras visitaba a su hija.